# Diana Rasimovičiūtė
Diana Rasimovičiūtė (Ignalina, 25 de febrero de 1984) es una deportista lituana que compitió en biatlón. Ganó dos medallas en el Campeonato Mundial de Biatlón de 2010, en las pruebas de velocidad e individual.

## Palmarés internacional
| Campeonato Europeo | Campeonato Europeo | Campeonato Europeo | Campeonato Europeo |
| Año                | Lugar              | Medalla            | Prueba             |
| ------------------ | ------------------ | ------------------ | ------------------ |
| 2010               | Otepää (Estonia)   | Medalla de plata   | Velocidad          |
| 2010               | Otepää (Estonia)   | Medalla de plata   | Individual         |